# Андес (переписна місцевість, Нью-Йорк)
Андес (англ. Andes) — переписна місцевість (CDP) в США, в окрузі Делавер штату Нью-Йорк. Населення — 189 осіб (2020).

## Географія
Андес розташований за координатами 42°11′15″ пн. ш. 74°46′50″ зх. д. / 42.18750° пн. ш. 74.78056° зх. д. (42.187559, -74.780523).  За даними Бюро перепису населення США в 2010 році переписна місцевість мала площу 3,09 км², з яких 3,09 км² — суходіл та 0,00 км² — водойми. В 2017 році площа становила 3,60 км², з яких 3,60 км² — суходіл та 0,00 км² — водойми.

## Демографія
Згідно з переписом 2010 року, у переписній місцевості мешкали 252 особи в 125 домогосподарствах у складі 66 родин. Густота населення становила 82 особи/км².  Було 185 помешкань (60/км²).
Расовий склад населення:
| - 96,4 % — білих - 0,8 % — чорних або афроамериканців - 0,8 % — азіатів - 0,4 % — корінних американців |

До двох чи більше рас належало 0,8 %. Частка іспаномовних становила 6,0 % від усіх жителів.
За віковим діапазоном населення розподілялося таким чином: 15,1 % — особи молодші 18 років, 53,6 % — особи у віці 18—64 років, 31,3 % — особи у віці 65 років та старші. Медіана віку мешканця становила 53,5 року. На 100 осіб жіночої статі у переписній місцевості припадало 96,9 чоловіків;  на 100 жінок у віці від 18 років та старших — 96,3 чоловіків також старших 18 років.
Середній дохід на одне домашнє господарство  становив 57 129 доларів США (медіана — 46 250), а середній дохід на одну сім'ю — 66 354 долари (медіана — 61 667). За межею бідності перебувало 24,7 % осіб, у тому числі 70,2 % дітей у віці до 18 років та 4,8 % осіб у віці 65 років та старших.
Цивільне працевлаштоване населення становило 111 осіб. Основні галузі зайнятості: освіта, охорона здоров'я та соціальна допомога — 20,7 %, інформація — 15,3 %, будівництво — 15,3 %.